# 386
Римська імперія розділена на частини, де правлять Феодосій I, Валентиніан II та Магн Максим. У Китаї правління династії Цзінь. В Індії правління імперії Гуптів. У Японії триває період Ямато. У Персії править династія Сассанідів.
На території лісостепової України Черняхівська культура. У Північному Причорномор'ї готи й сармати. Історики VI століття згадують плем'я антів, що мешкало на території сучасної України приблизно з IV сторіччя. З'явилися гуни, підкорили остготів та аланів й приєднали їх до себе.

## Події
- Гревтунги спробували переправитися через Дунай на північний берег, але їх зустрів римський флот і потопив їхні плоти.
- Магн Максим вторгнувся в Італію й зруйнував місто Новара за підтримку Валентиніана II.
- Августин Аврелій прийняв християнство.

## Народились
- Несторій, засновник несторіанства.

## Померли
- Гімерій — давньогрецький філософ.